# تربت کندی
تربت کندی، روستایی در دهستان اصلاندوز غربی بخش مرکزی شهرستان اصلاندوز در استان اردبیل ایران است.

## جمعیت
بر پایه سرشماری عمومی نفوس و مسکن در سال ۱۳۹۵، جمعیت این روستا برابر با ۳۸۸ نفر (۱۰۸ خانوار) بوده‌است.